# Селлия
Селлия (итал. Sellia) — коммуна в Италии, располагается в регионе Калабрия, подчиняется административному центру Катандзаро.
Население составляет 589 человек, плотность населения составляет 49 чел./км². Занимает площадь 12 км². Почтовый индекс — 88050. Телефонный код — 0961.
Покровителем коммуны почитается святитель Николай Мирликийский, чудотворец, празднование 6 декабря.